# AV Welfen
L'AV Welfen est une société d'étudiants fondée à Zurich en 1921 et membre de la société des étudiants suisses (SES).

## Histoire

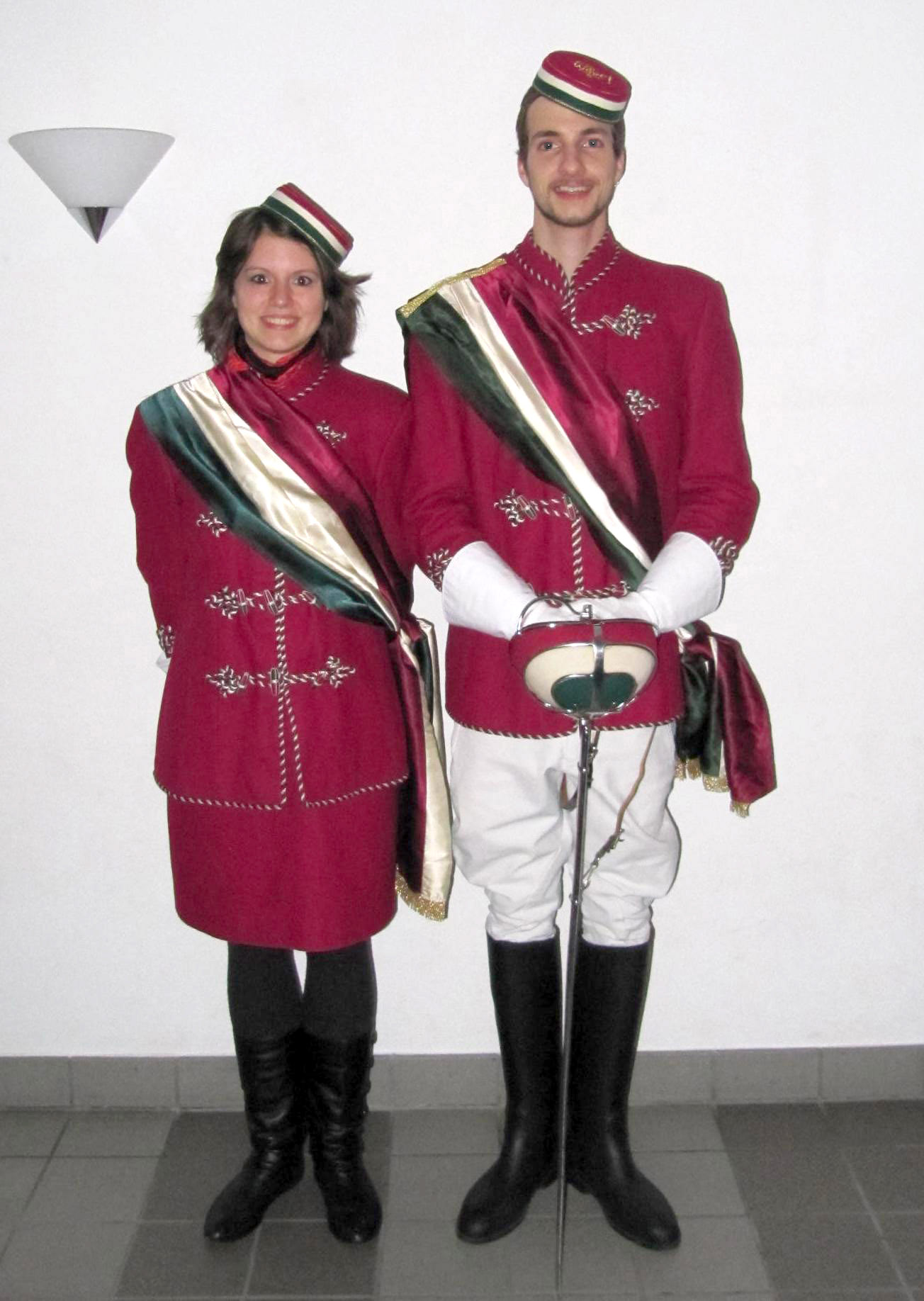
Deux membres du comité de l'AV Welfen (2009)

### Fondation
L'Akademische Verbindung Welfen a été fondée le 8 novembre 1921 par cinq membres de l'AV Fryburgia et deux membres de la GV Struthonia. Il a été créé dans le cadre du mouvement de réforme au sein de la Société des étudiants suisses et à ce titre est la fin d'une longue lutte pour une réforme des sections de Zurich.

## Éléments caractéristiques

### Devise
La devise de l'AV Welfen est : « Nec timere nec terrere ». Puisque les fondateurs ont bousculé les formes existantes au cours du mouvement de réforme de la Société des étudiants suisses, ils ont voulu exprimer leurs convictions à travers cette devise.

### Zirkel
Le Zirkel de l'AV Welfen est un monogramme composé de 4 lettres, V, C, F, W et d'un point d'exclamation.Ces lettres signifient « Vivant Crescant Floreantque Welfen » (Que Welfen vive, grandisse et prospère).

## Membres célèbres
- Raymund Breu, directeur financier de Novartis.
- Gion Condrau (1919-2006), psychiatre, médecin et psychothérapeute, conseiller national.
- Eugen David (1945), conseiller aux États.
- Bruno Frick (1953), conseiller aux États.
- Kurt Furgler (1924-2008), conseiller fédéral de 1972 à 1986.
- Thomas Stocker (1959), professeur, chercheur en climatologie et auteur du GIEC.